# Tasha Yar
Locotenent Natasha „Tash” Yar este un personaj fictiv din universul Star Trek interpretat de actrița Denise Crosby. Ea apare în sezonul 1 al serialului de televiziune „Star Trek: Generația următoare” ca șef al securității pe nava USS Enterprise-D .
Tasha moare la sfârșitul sezonului 1 al serialului Star Trek: Generația următoare, dar reapare în episoadele „Yesterday's Enterprise” și „All Good Things...”.